# 马利克·米拉吉·哈立德
马利克·米拉吉·哈立德（烏爾都語：‎，1916年9月20日—2003年6月13日）是一名巴基斯坦政治家，於1996年11月5日至1997年2月7日擔任巴基斯坦過渡時期的總理。他出生於靠近拉合爾的小村莊。他在1948年開始以律師為職業。1965年，他首次獲選為西巴基斯坦省議會的議員。他於1968年巴基斯坦人民黨創黨後就加入該黨，並擔任該黨拉合爾黨部的首長。因為巴基斯坦人民黨的提名，他於1970年順利選上國會議員。

## 與佐勒菲卡爾·阿里·布托的友誼
馬利克·米拉吉·哈立德最令人熟知的是他對於1970年代巴基斯坦最亮眼的總理佐勒菲卡爾·阿里·布托的紳士風度與誠實，這也使他成為布托的最愛之一。布托在哈立德的政治生涯中佔有很重要的地位，他於1971年12月任命哈利德擔任食物與農業與開發地區部長（Minister for Food and Agriculture and Under-Developed Areas）。之後，他於1972年11月任命哈利德擔任政黨議員事務長（Chief of the Party's Parliamentary Affairs），1975年任命哈利德為社會福利、地方政府與農村部長（Minister of Social Welfare, Local Government and Rural Development）。最後他被選為國會議長。

## 國會議員與議長
在佐勒菲卡爾·阿里·布托於1979年4月被處決之後，他被提名為巴基斯坦人民黨中央委員，而他最後於1988年1月辭去這個職務。在1988年又一次成功地回到國會之後，他再次被選為國會議長。然而，他在1993年的選舉中失利，並且有一段時間遠離政治。在這段孤獨的日子中，他在伊斯蘭瑪巴德國際伊斯蘭大學任教。但最後他放棄了這樣的生活，並且受巴基斯坦總統法魯克·萊加里的邀請於1996年11月擔任大選前的過渡時期總理。

## 過渡時期總理
在擔任過渡時期總理的時期，馬利克·米拉吉·哈立德立下了一個節儉的新慣例。在大多數的場合中，他常沒有事先通知就巡視旅遊。他常在拉合爾的商場中散步。

## 外部連結
- Chronicles Of Pakistan
- A profile of Malik Meraj Khalid Archive.today的存檔，存档日期2013-01-31
- Meraj Khalid passes away （页面存档备份，存于）

| 前任： 貝娜齊爾·布托                      | 巴基斯坦總理 1996年11月5日─1997年2月7日             | 繼任： 納瓦茲·謝里夫        |
| 前任： 萨希布扎达·法鲁克·阿里             | 巴基斯坦國會議長 第一任 1977年3月27日─1977年5月7日  | 繼任： 塞伊德·法克哈·伊瑪   |
| 前任： 哈米德·納塞爾·查特                 | 巴基斯坦國會議長 第二任 1988年3月12日─1990年4月11日 | 繼任： 喬哈爾·阿尤布·汗     |
| 前任： 納瓦布·穆宰費爾·阿里·汗·基齊爾巴什 | 旁遮普省省長 1973年11月2日─1974年3月15日            | 繼任： 吴拉姆·穆斯塔法·哈尔 |